# Janet Baker
Janet Baker (anglès: Janet Abbott Bakeresto)  (Hatfield, 21 d'agost de 1933) és una mezzosoprano anglesa, una reconeguda cantant d'òpera, concert i lieder.
Baker està especialment relacionat amb la música del barroc i l'òpera italiana primerenca i amb les obres de Benjamin Britten. Durant la seva carrera, que va durar des dels anys cinquanta fins als vuitanta, va ser considerada una actriu cantant destacada i molt admirada per la seva intensitat dramàtica, potser millor representada en el seu famós retrat com a Dido, la tràgica heroïna de l'obra magna de Berlioz, Les Troyens. Com a intèrpret de concerts, Baker es va destacar per les seves interpretacions de la música de Gustav Mahler i Edward Elgar. David Gutman, escrivint a Gramophone, va descriure la seva interpretació de Kindertotenlieder de Gustav Mahler com a "íntima, gairebé auto-comunicativa".

## Biografia

### Inicis
Janet Abbott Baker va néixer a Hatfield, al West Riding de Yorkshire, on el seu pare era enginyer i membre d'un cor. Alguns familiars de Janet treballaven a Bentley Pit, a Doncaster. Va assistir al Col·legi per a noies York i després a l'Escola Secundària per a noies Wintringham de Grimsby. La mort del seu germà gran Peter, per una malaltia cardíaca, quan ella tenia 10 anys, va ser un moment que la va marcar la resta de la seva vida, segons va revelar en una entrevista a la BBC Radio 3 Lebrecht el setembre de 2011.
En els seus primers anys, Baker va treballar en un banc, traslladant-se a Londres el 1953 on es va formar musicalment amb Meriel St Clair i Helene Isepp. El fill d'Isepp, Martin, es va convertir en acompanyant habitual de Janet. A conseqüència d'un cop rebut d'un autobús el 1956, Janet va patir una commoció cerebral i una lesió a l'esquena persistentment dolorosa. El mateix any va quedar segona al Concurs Commemoratiu de Kathleen Ferrier al Wigmore Hall, guanyant amb això l'atenció del sector musical nacional.

### Debut
El 1956, va debutar a l'escenari amb el Club d'Òpera de la Universitat d'Oxford com a Miss Róza a Tajemství de Bedřich Smetana. Aquell any també va fer el seu debut al Festival de Glyndebourne. El 1959, va cantar Eduige de l'òpera Rodelinda a la Handel Opera Society. Va cantar altres papers en obres de Georg Friedrich Händel, com ara en Ariodante (1964), del qual va fer un enregistrament notable amb Raymond Leppard, i en Orlando (1966), que va cantar al Barber Institute de Birmingham.

### Òpera
Amb la English Opera Group d'Aldeburgh, Baker va cantar Dido and Aeneas de Purcell el 1962, Polly (a la versió de Benjamin Britten de The Beggar's Opera) i Lucrècia (a The Rape of Lucretia de Britten). A Glyndebourne va tornar a aparèixer com a Dido (1966) i com a Diana/Júpiter a La Calisto de Francesco Cavalli, i Penèlope a Il ritorno d'Ulisse in Patria de Claudio Monteverdi. Per a la Scottish Opera va cantar Dorabella a Così fan tutte de Mozart i Dido a The Trojans de Berlioz, així com Dido a Dido and Aeneas de Purcell, Octavian a Der Rosenkavalier de Richard Strauss, el paper del Compositor a Ariadne auf Naxos i el paper d'Orfeu a Orfeu i Euridice de Gluck. Aquest últim paper es considerava el seu paper més característic, ho va cantar en moltes produccions i hi ha disponible una actuació gravada en vídeo de Glyndebourne.
El 1966, Baker va debutar com a Hermia a A Midsummer Night's Dream de Britten a la Royal Opera House, Covent Garden, i allà va cantar també Dido de Berlioz; Kate a Owen Wingrave de Britten; Vitellia de La clemenza di Tito de Mozart i Idamante de Idomeneo, també de Mozart; Cressida a Troilus and Cressida de William Walton; i el paper protagonista de l'Alceste de Gluck (1981). Per a la English National Opera, va cantar el paper principal de L'incoronazione di Poppea de Monteverdi (1971), Charlotte de Werther de Massenet i els papers principals de Maria Stuarda de Donizetti i de Giulio Cesare de Haendel.

### Oratori i lied
Durant aquest mateix període va oferir concerts, tant en oratoris com en recitals en solitari. Entre els seus èxits més notables es troben els seus enregistraments de l'Àngel a The Dream of Gerontius d'Edward Elgar, fets amb Sir John Barbirolli el desembre de 1964 i Sir Simon Rattle més de vint anys després; les seves interpretacions de 1965 de Sea Pictures d'Elgar i Rückert Lieder de Gustav Mahler, també gravades amb Barbirolli; i, també a partir de 1965, el primer enregistrament comercial de l'Oratori de Nadal Hodie de Ralph Vaughan Williams amb Sir David Willcocks amb The Bach Choir. El 1963, va cantar la part de contralt a la primera actuació als concerts de la BBC Promenade de la simfonia Resurrecció de Mahler sota la direcció de Leopold Stokowski i després va fer les seves primeres aparicions als Proms. Va actuar el 1971 per a la sèrie de Concerts Peabody Mason a Boston.
El 1976 va estrenar en la cantata per a solista Phaedra, escrita per a ella per Britten, i el cicle de cançons de Dominick Argento, guanyador del premi Pulitzer, titulat From the Diary of Virginia Woolf, escrit també pensant en la seva veu. També va ser molt elogiada per les seves interpretacions de la Rapsòdia per a contralt de Brahms i la Wesendonck Lieder de Wagner, així com per cançons del repertori francès, alemany i anglès.

### Retirada
L'última aparició operística de Janet Baker va ser com a Orfeu a Orfeu i Euridice de Gluck, el 17 de juliol de 1982, a Glyndebourne. El maig de 1988 va repetir el paper en un concert amb la Societat Oratori de Nova York, un adeu no anunciat com a tal als EUA. Va continuar fent recitals de lieder i es va retirar definitivament el 1989 (tot i que va fer alguns enregistraments el gener de 1990). Va publicar un llibre de memòries, Full Circle, el 1982. El 1991, Baker va ser elegida canceller de la Universitat de York. Va ocupar el càrrec fins al 2004, quan va ser succeïda per Greg Dyke. Patrona entusiasta del Concurs Internacional de Piano de Leeds, va pronunciar un discurs a la cerimònia de clausura de l'esdeveniment de 2009.

## Honors i premis
Janet Baker va ser nomenada comandant de l'Orde de l'Imperi Britànic (CBE) el 1970 i Dame Commander (DBE) el 1976. Va ser nomenada membre de l'Orde dels Companys d'Honor (CH) l'any 1993. El 1968, va ser iniciada com a Membre Honorari de la Fraternitat Internacional de Música Sigma Alpha Iota, pel capítol Alpha Omicron de l'Occidental College, Califòrnia, Estats Units d'Amèrica. El 1971, la Fundació Alfred Toepfer, amb seu a Hamburg, li va concedir el Premi Shakespeare anual. Va rebre el Premi Léonie Sonning de Música de Dinamarca el 1979. Ha rebut tant la Filiació Honorífica (1987) com la Medalla d'Or (1990) de la Societat Filharmònica Reial del Regne Unit. Ha estat vicepresidenta de The Bach Choir des de 1983. El 2007, va rebre el Premi de Músic Distingit de la Incorporated Society of Musicians i el 2011 va ser distingida amb l'Honorary Freeman de la Companyia de Músics Worshipful en una cerimònia a la City de Londres. Aquest és el màxim honor que la companyia pot atorgar a un company músic. Va ser guardonada amb una beca pel Royal Northern College of Music (FRNCM) el 1978.
Va ser votada al Saló de la Fama inaugural de la revista Gramophone el 2012.

## Vida privada
Es va casar amb James Keith Shelley el 1957 a Harrow. Ell es va convertir en el seu gerent i la va acompanyar als compromisos. Van decidir no tenir fills pel bé de la carrera d'ella. Després de la seva retirada com a cantant, Janet va interpretar i enregistrar alguns papers parlats, per exemple el paper del narrador de la música incidental de Britten per The Rescue of Penelope. En anys posteriors, a part d'aparicions públiques ocasionals com l'esdeveniment de Leeds del 2009, Janet va dir que no tenia "res a veure amb ningú, excepte amb els amics íntims". Entre aquests amics hi ha la cantant Felicity Lott, la pianista Imogen Cooper, la directora d'orquestra Jane Glover i l'actriu Patricia Routledge, totes les quals van aparèixer en un documental de la BBC, Janet Baker amb les seves pròpies paraules, publicat el 2019. Després que el seu marit va patir un ictus, ella el va cuidar a casa.

## Enregistraments
- Bellini: I Capuleti e i Montecchi, Beverly Sills, Robert Lloyd, Nicolai Gedda, Raimund Herincx, John Alldis Choir, Orquestra Nova Filharmonia, dirigida per Giuseppe Patanè. 1975. Gravació d'estudi. EMI Records Ltd.
- Berlioz: Béatrice et Bénédict, amb Christiane Eda-Pierre, Helen Watts, Robert Tear, Orquestra Simfònica de Londres, Colin Davis. Enregistrat al Henry Wood Hall, del 19 al 22 de desembre de 1977. LP Philips 6700 121. CD 416 952 2.[28]
- Berlioz: Les Troyens: escenes de l'Acte V i La Mort de Cléopâtre, Orquestra Simfònica de Londres, Alexander Gibson. Enregistrat al Watford Town Hall, els dies 14 i 15 de setembre de 1969. LP – ASD2516, CD CDM7 69544 2.[28]
- Berlioz: L'Enfance du Christ, Op.25 – John Alldis Choir, Orquestra Simfònica de Londres, Colin Davis. Enregistrat al Watford Town Hall, del 24 al 28 d'octubre de 1976. LP Philips 6700 106, CD 415 949 2.[28]
- Berlioz: La Mort de Cléopâtre (amb Herminie i 5 cançons), Orquestra Simfònica de Londres, direcció de Sir Colin Davis (Philips, rec. 03/1979)
- Brahms: Alto Rhapsody, op 53, amb veus masculines del John Alldis Choir, London Philharmonic Orchestra, Sir Adrian Boult. Enregistrat als Abbey Road Studios, Londres, 15 de desembre de 1970. Productor: Christopher Bishop; enginyer de so: Christopher Parker. CDM 7 69424 2.
- Britten: Spring Symphony, op 44, amb Sheila Armstrong, Robert Tear, Orquestra Simfònica de Londres, André Previn. Enregistrat al Kingsway Hall, 28 i 29 de juny de 1978. LP ASD3650, CD CDC7 47667 2.[28]
- Delius: Songs of Sunset, John Shirley-Quirk, Orquestra Filharmònica Reial de Liverpool i Cors, direcció de Charles Groves
- Elgar: The Dream of Gerontius, Hallé Orchestra, John Barbirolli. Enregistrat el desembre de 1964.
- Elgar: The Dream of Gerontius, Orquestra Simfònica de la Ciutat de Birmingham, Cors de la mateixa corporació, direcció de Simon Rattle. Enregistrat el setembre de 1986.
- Elgar: Sea Pictures, Op. 37, Orquestra Simfònica de Londres, John Barbirolli. Enregistrat el 30 d'agost de 1965, Abbey Road Studio 1. LP – ASD655, CD CDC7 47329 2.[28]
- Gluck: Orfeu i Eurídice al Festival de Òpera de Glyndebourne, dirigit per Raymond Leppard. Disponible en vídeo. Copyright 1982 per National Video Corporation Limited.
- Handel: Julius Caesar amb la English National Opera; direcció de Charles Mackerras (Chandos CHAN 3019; enregistrat de l'1 al 7 d'agost de 1984; publicat el 1999). Un vídeo fet en estudi de la producció ENO, gravat a Limehouse Studio, es va publicar en vídeo i més tard en DVD.[29]
- Mahler: Des Knaben Wunderhorn amb Geraint Evans i l'Orquestra Filharmònica de Londres dirigida per Wym Morris, (Nimbus 1966).
- Mahler: Kindertotenlieder amb la Hallé Orchestra; direcció de Sir John Barbirolli (EMI LP cat. no. ASD 2338; publicat el 1968).
- Mahler: Rückert Lieder amb la Scottish National Orchestra dirigida per Jascha Horenstein (BBC Legends, 1967).
- Mahler: Rückert Lieder amb l'Orquestra Hallé; direcció de Sir John Barbirolli (EMI LP cat. no. ASD 2338; publicat el 1968).
- Mahler: Rückert Lieder amb l'Orquestra Filharmònica d'Israel dirigida per Leonard Bernstein (Columbia, 1974).
- Mahler: Rückert Lieder amb l'Orquestra Simfònica de Londres dirigida per Michael Tilson-Thomas (Columbia, 1987).
- Mahler: Das Lied von der Erde amb Waldemar Kmentt i l'Orquestra Simfònica de la Ràdio de Baviera, direcció de Rafael Kubelik (Audite, 1970).
- Mahler: Das Lied von der Erde amb Richard Lewis i l'Orquestra de Cleveland dirigida per George Szell (Arkadia, 1970).
- Mahler: Das Lied von der Erde amb James King i l'Orquestra Reial del Concertgebouw dirigida per Bernard Haitink (Philips, 1975).
- Mahler: Das Lied von der Erde amb Ludovic Spiess i l'Orquestra Simfònica de la BBC dirigida per Rudolf Kempe (BBC Legends, 1975).
- Mahler: Das Lied von der Erde amb John Mitchinson i l'Orquestra Simfònica del Nord de la BBC dirigida per Raymond Leppard (BBC Legends, 1977).
- Mahler: Simfonia número 2 amb l'Orquestra Simfònica de Londres, Cors de la BBC, direcció de Leopold Stokowski (BBC Proms 1963); (BBC Legends).
- Mahler: Simfonia número 2 amb l'Orquestra Filharmònica de Berlín, Cor de la Catedral de St. Hedwig i direcció de Sir John Barbirolli (Nuova Era, 1965).
- Mahler: Simfonia número 2 amb la Orquestra Simfònica de Londres, Cor del Festival d'Edinburgh, direcció de Leonard Bernstein (CBS, 1974).
- Mahler: Simfonia número 2, Orquestra Simfònica de la Ciutat de Birmingham, Cor de la mateixa entitat, direcció de Simon Rattle. Enregistrat el 1986.
- Mahler: Simfonia número 2 a "The Klemperer Legacy"; Cor i Orquestra Simfònica de la Ràdio de Baviera, direcció d'Otto Klemperer (EMI, 1998).
- Mahler: Simfonia número 3 amb la Orquestra Simfònica de Londres, Cors de la Simfònica de Londres, Cor Southend Boys, dirigits per Michael Tilson-Thomas (Columbia, 1987).
- Mozart: Così fan tutte, dirigit per Colin Davis (Philips, 1974).
- Mozart: La clemenza di Tito, dirigit per Colin Davis (Philips, 1977).
- Purcell: Dido and Aeneas, dirigit per Anthony Lewis, English Chamber Orchestra, The St. Anthony Singers; enregistrat l'octubre de 1961; amb Raimund Herincx com a Aeneas. Decca Legendary Performances/UMG. SOL 60047.
- Rameau: Hippolyte et Aricie, dirigit per Anthony Lewis, English Chamber Orchestra, The St. Anthony Singers; enregistrament del 1966; amb Robert Tear com a Hippolyte i Angela Hickey com a Aricie. L'oiseau Lyre.
- Schubert: Lieder. Un doble-CD amb els pianistes Gerald Moore i Geoffrey Parsons, contenint quaranta-dues cançons. EMI classics, 7243 5 69389 2.
- Verdi: Rèquiem, amb l'Orquestra Simfònica de Chicago i altres, dirigits per Georg Solti(Columbia, 1977).

## Videografia
- Glyndebourne Festival Opera: a Gala Evening (1992), Arthaus Musik DVD, 100-432, 2004.